# Зирянов Павло Іванович
Павло Іванович Зирянов (16 березня 1907, село Глуховське Семипалатинського повіту Семипалатинської області, тепер Східноказахстанської області, Казахстан — 3 січня 1992, місто Москва, Російська Федерація) — радянський діяч органів держбезпеки, генерал-полковник, начальник Головного управління прикордонних військ МДБ (МВС, КДБ) СРСР. Депутат Верховної ради Російської РФСР 2—8-го скликань.

## Біографія
Народився в родині залізничного службовця. З 1914 по 1917 рік навчався в трикласній парафіяльній школі в Семипалатинську в 1917 році.
З березня 1919 по квітень 1921 року наймитував у селі Устьянка Рубцовського повіту Алтайської губернії, з квітня 1921 по березень 1923 року — наймит в селі Глуховське Семипалатинського повіту.
У березні 1923 — вересні 1924 року — волосний організатор комсомолу в селі Локоть Рубцовського повіту Алтайської губернії.
У вересні 1924 — вересні 1927 року — курсант Омської піхотної школи РСЧА.
Член ВКП(б) з березня 1927 року.
У вересні 1927 — червні 1932 року — командир взводу 9-го полку військ ОДПУ в Новосибірську. У червні 1932 — січні 1933 року — помічник начальника штабу 9-го полку військ ОДПУ. У січні 1933 — травні 1934 року — начальник школи 9-го полку військ ОДПУ в Новосибірську.
У травні 1934 — вересні 1937 року — слухач Військової академії РСЧА імені Фрунзе в Москві.
У жовтні 1937 — грудні 1939 року — начальник 69-го Ханкайського прикордонного загону НКВС.
У грудні 1939 — січні 1942 року — начальник штабу прикордонних військ НКВС Приморського округу.
У січні 1942 — травні 1952 року — начальник прикордонних військ НКВС (МВС, МДБ) Приморського округу (прикордонних військ на Тихому океані).
20 травня 1952 — 12 березня 1953 року — начальник Головного управління прикордонних військ МДБ СРСР. 12 березня 1953 — 15 лютого 1956 року — начальник Головного управління прикордонних військ МВС СРСР. З 12 червня 1954 по 15 лютого 1956 року — член колегії МВС СРСР. З лютого по травень 1956 року — в розпорядженні управління кадрів МВС СРСР.
28 травня 1956 — 28 березня 1957 року — заступник начальника 3-го Головного управління КДБ при РМ СРСР (військова контррозвідка). У жовтні — листопаді 1956 року перебував в Угорщині та брав активну участь в придушенні угорської революції.
28 березня — 2 квітня 1957 року — в.о. начальника, 2 квітня 1957 — 15 грудня 1972 року — начальник Головного управління прикордонних військ КДБ при РМ СРСР. З 1 квітня 1957 по 15 грудня 1972 року — член колегії КДБ при РМ СРСР.
З грудня 1972 року — у відставці в Москві.
Помер 3 січня 1992 року в Москві.

## Звання
- капітан (1936)
- майор (27.09.1937)
- полковник (31.05.1939)
- генерал-майор (3.05.1942)
- генерал-лейтенант (15.07.1957)
- генерал-полковник (23.02.1961)

## Нагороди
- три ордени Леніна (24.11.1950, 14.02.1951, 15.03.1967)
- орден Жовтневої Революції (31.08.1971)
- вісім орденів Червоного Прапора (20.09.1943, 3.11.1944, 8.09.1945, 5.11.1954, 18.12.1956, 10.12.1964, 27.05.1968)
- орден Вітчизняної війни І ст. (11.03.1985)
- два ордени Червоної Зірки (14.02.1941, 16.03.1987)
- медалі